# Bareed Mista3jil: True Stories
Bareed Mista3jil: True Stories est une anthologie de récits autobiographiques écrits par des personnes queer au Liban membres de Meem, parue en 2009.

## Éditions
- Meem, Bareed Mista3jil, 1er mai 2009 (lire en ligne )